# کمپتون، ویورلی
کمپتون (به انگلیسی: Compton) یک روستا در بریتانیا است که در ساری واقع شده‌است. کمپتون ۵٫۲۸ کیلومتر مربع مساحت و ۳٬۱۲۰ نفر جمعیت دارد.